# 에치젠곶 해역 지진
에치젠곶 해역 지진(일본어: 越前岬沖地震 えちぜんみさきおきじしん[*]) 은 1963년 3월 27일에 일본의 와카사만에서 발생한 지진이다. 지진 규모는 M6.9.

## 진도
진도4 (일본 기상청 진도 계급) 이상을 관측한 도도부현은 다음과 같다.
| 진도 | 도도부현                                             |
| ---- | ---------------------------------------------------- |
| 5    | 후쿠이현 효고현                                      |
| 4    | 기후현 아이치현 미에현 시가현 교토부 오사카부 나라현 |

## 같이 보기
- 후쿠이 지진